# Degradação ambiental

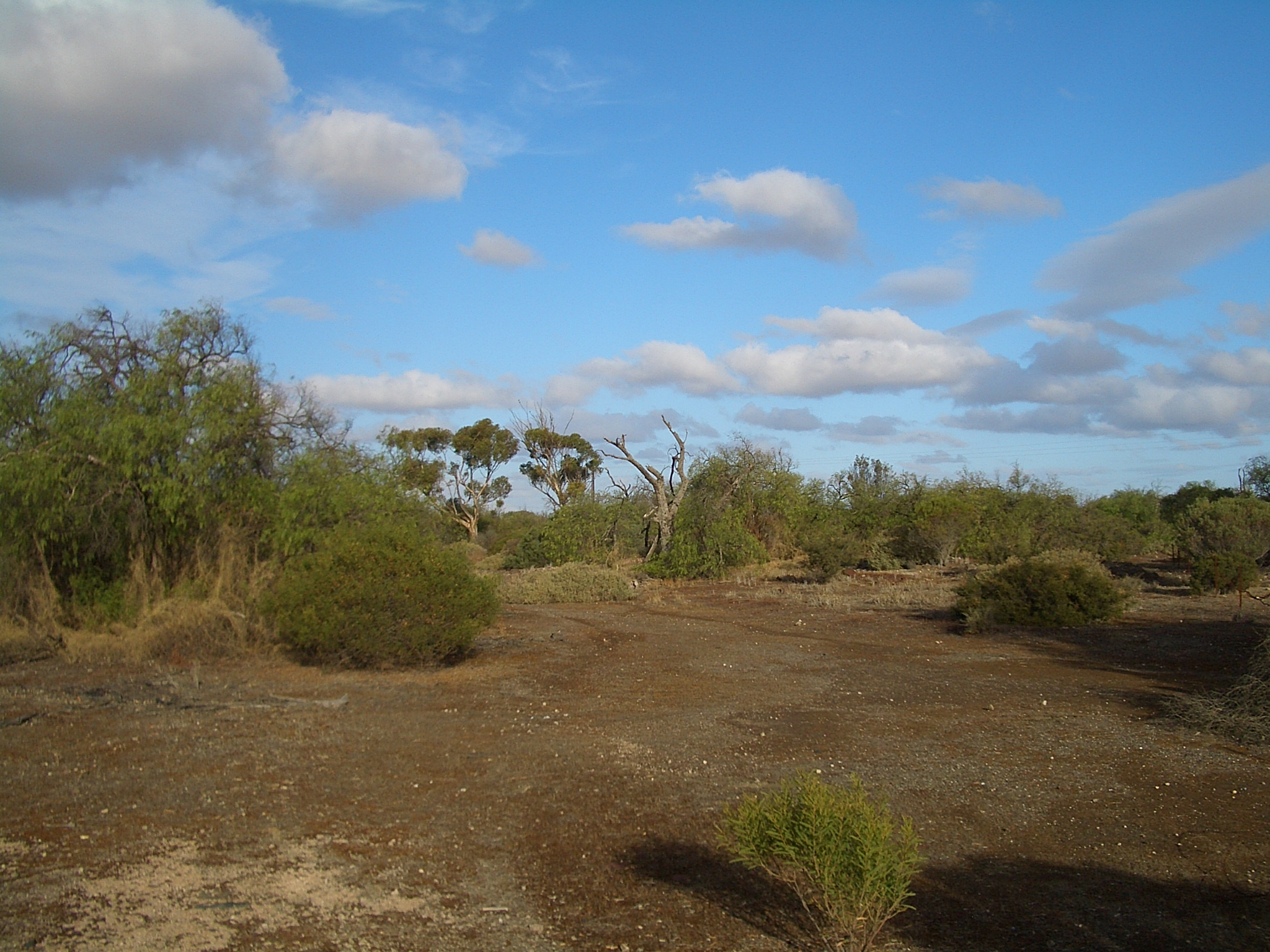
Mais de oitenta anos após o abandono das minas de Wallaroo (Kadina, Austrália Meridional), os musgos continuam sendo a única vegetação em alguns pontos do terreno do local.

Degradação ambiental é a deterioração do meio ambiente através do esgotamento de recursos como ar, água e solo ; a destruição de ecossistemas ; destruição de habitat ; a extinção da vida selvagem ; e poluição . É definido como qualquer alteração ou perturbação do ambiente considerada prejudicial ou indesejável. Conforme indicado pela equação I = PAT, o impacto ambiental (I) ou a degradação são causados pela combinação de uma população humana já muito grande e crescente (P), pelo aumento contínuo do crescimento econômico ou da riqueza per capita (A) e pela aplicação de tecnologia que esgota e polui recursos (T).
A degradação ambiental é uma das dez ameaças oficialmente advertidas pelo Painel de Alto Nível sobre Ameaças, Desafios e Mudanças das Nações Unidas . A Estratégia Internacional das Nações Unidas para Redução de Desastres define degradação ambiental como "a redução da capacidade do meio ambiente de atender aos objetivos e necessidades sociais e ecológicos". A degradação ambiental ocorre em muitos tipos. Quando os habitats naturais são destruídos ou os recursos naturais são esgotados, o ambiente é degradado. Os esforços para combater esse problema incluem proteção ambiental,  gerenciamento de recursos ambientais, reflorestamento entre outros.
Existem muitos exemplos de degradação ambiental em todo o mundo. Um exemplo recente são os Incêndios Florestais na Floresta Amazônica de 2019. A Amazônia representa 70% de todas as florestas tropicais. São os pulmões da Terra e, com isso, serem destruídos, representam uma enorme ameaça ao meio ambiente e ao mundo inteiro. Os efeitos do desmatamento trarão grandes impactos ao mundo ao nosso redor. O constante corte de árvores está eliminando nosso suprimento de oxigênio e a absorção de CO2. Com a continuação do desmatamento, teremos menos oxigênio disponível no mundo, o que poderia ter efeitos prejudiciais à saúde humana. Uma questão alternativa que resulta disso é o consumo excessivo e o desperdício dos produtos de papel provenientes dessas árvores. Os resíduos que normalmente produz não são reciclados; portanto, é criada uma quantidade imensa de resíduos. Um resultado prejudicial adicional disso é a degradação do solo. O constante desmatamento faz com que o solo se torne menos nutritivo, o que tornará mais difícil o uso novamente.

## Perda de biodiversidade
Os cientistas afirmam que a atividade humana levou a Terra a um sexto evento de extinção em massa . A perda de biodiversidade foi atribuída, em particular, à superpopulação humana, contínuo crescimento da população humana e consumo excessivo de recursos naturais pelos ricos do mundo. Um relatório de 2018 do World Wildlife Fund descobriu que o consumo excessivo de recursos pela população global destruiu 60% da fauna selvagem de vertebrados desde 1970. O Relatório Global de Avaliação sobre Biodiversidade e Serviços de Ecossistemas, publicado pelo IPBES das Nações Unidas em 2019, postula que aproximadamente um milhão de espécies de plantas e animais enfrentam extinção por causas antropogênicas, como a expansão do uso da terra humana na agricultura industrial e criação de animais, juntamente com sobrepesca .
As implicações dessas perdas para os meios de subsistência e bem-estar humano levantaram sérias preocupações. No que diz respeito ao setor agrícola, por exemplo, O estado da biodiversidade mundial para alimentação e agricultura, publicado pela Organização para Agricultura e Alimentação das Nações Unidas em 2019, afirma que “os países relatam muitas espécies que contribuem para o ecossistema vital. serviços, incluindo polinizadores, inimigos naturais de pragas, organismos do solo e espécies selvagens de alimentos, estão em declínio como conseqüência da destruição e degradação de habitats, superexploração, poluição e outras ameaças ”e que“ ecossistemas essenciais que fornecem inúmeros serviços essenciais para alimentos e agricultura, incluindo o fornecimento de água doce, a proteção contra riscos e o fornecimento de habitat para espécies como peixes e polinizadores, estão em declínio. ” 

## Degradação da água
Um componente importante da degradação ambiental é o esgotamento dos recursos de água doce na Terra. Aproximadamente apenas 2,5% de toda a água da Terra é água doce, sendo o restante água salgada. 69% da água doce é congelada em calotas polares localizadas na Antártica e na Groenlândia, de modo que apenas 30% dos 2,5% de água doce estão disponíveis para consumo. A água doce é um recurso excepcionalmente importante, pois a vida na Terra depende em última instância dela. A água transporta nutrientes, minerais e produtos químicos dentro da biosfera para todas as formas de vida, sustenta plantas e animais e molda a superfície da Terra com transporte e deposição de materiais.
Os três principais usos atuais de água doce representam 95% de seu consumo; aproximadamente 85% é usado para irrigação de terras agrícolas, campos de golfe e parques, 6% é usado para fins domésticos, como uso de banho em recinto fechado e uso de jardins e jardins ao ar livre, e 4% é usado para fins industriais, como processamento, lavagem e refrigeração em centros de fabricação. Estima-se que uma em cada três pessoas em todo o mundo já esteja enfrentando escassez de água, quase um quinto da população mundial vive em áreas de escassez física de água e quase um quarto da população mundial vive em um país em desenvolvimento que não possui os recursos necessários. infraestrutura necessária para usar a água dos rios e aquíferos disponíveis. A escassez de água é um problema crescente devido a muitas questões previstas no futuro, incluindo crescimento populacional, maior urbanização, padrões de vida mais altos e mudanças climáticas.

### Mudança climática e temperatura
As mudanças climáticas afetam o suprimento de água da Terra de várias maneiras. Prevê-se que a temperatura global média suba nos próximos anos devido a várias forças que afetam o clima. A quantidade de dióxido de carbono atmosférico (CO2) aumentará e ambos influenciarão os recursos hídricos; a evaporação depende fortemente da disponibilidade de temperatura e umidade, o que pode afetar a quantidade de água disponível para reabastecer o suprimento de água subterrânea .
A transpiração das plantas pode ser afetada por um aumento do CO2 atmosférico, o que pode diminuir o uso de água, mas também pode aumentar, o uso de água devido a possíveis aumentos na área foliar. O aumento da temperatura pode reduzir a estação de neve no inverno e aumentar a intensidade da neve derretida, levando ao pico do escoamento, afetando a umidade do solo, os riscos de enchentes e secas e as capacidades de armazenamento, dependendo da área.
Temperaturas mais quentes no inverno causam uma diminuição no manto de neve, o que pode resultar na diminuição dos recursos hídricos durante o verão. Isso é especialmente importante em latitudes médias e em regiões montanhosas que dependem do escoamento glacial para reabastecer seus sistemas fluviais e suprimentos de água subterrânea, tornando essas áreas cada vez mais vulneráveis à escassez de água ao longo do tempo; um aumento na temperatura resultará inicialmente em um rápido aumento da derretimento da água das geleiras no verão, seguido de um recuo nas geleiras e uma diminuição no derretimento e, consequentemente, no suprimento de água a cada ano, à medida que o tamanho dessas geleiras se torna cada vez menor.
A expansão térmica da água e o aumento do derretimento das geleiras oceânicas devido ao aumento da temperatura dão lugar a um aumento no nível do mar. Isso também pode afetar o abastecimento de água doce às áreas costeiras. À medida que a foz do rio e os deltas com maior salinidade são empurrados para o interior, uma intrusão de água salgada resulta em um aumento da salinidade em reservatórios e aquíferos. A elevação do nível do mar também pode ser conseqüentemente causada pelo esgotamento das águas subterrâneas, pois as mudanças climáticas podem afetar o ciclo hidrológico de várias maneiras. Distribuições desiguais de aumento de temperatura e aumento de precipitação em todo o mundo resultam em superávits e déficits de água, mas uma diminuição global das águas subterrâneas sugere um aumento no nível do mar, mesmo após a contabilização das águas fundidas e da expansão térmica,  que pode fornecer um feedback positivo para os problemas que o aumento do nível do mar causa ao abastecimento de água doce.
Um aumento na temperatura do ar resulta em um aumento na temperatura da água, o que também é muito significativo na degradação da água, pois a água se tornaria mais suscetível ao crescimento bacteriano . Um aumento na temperatura da água também pode afetar os ecossistemas devido à sensibilidade de uma espécie à temperatura e também ao induzir mudanças no sistema de autopurificação de um corpo devido à diminuição da quantidade de oxigênio dissolvido na água devido ao aumento da temperatura.

### Mudança climática e precipitação
Prevê-se também que um aumento nas temperaturas globais se correlacione com um aumento na precipitação global, mas devido ao aumento do escoamento superficial, inundações, taxas crescentes de erosão do solo e movimento de massa da terra, é provável que haja um declínio na qualidade da água, porque, embora a água carregue mais nutrientes também carregará mais contaminantes. Embora a maior parte da atenção sobre a mudança climática seja direcionada ao aquecimento global e ao efeito estufa, alguns dos efeitos mais graves da mudança climática provavelmente são decorrentes de mudanças na precipitação, evapotranspiração, escoamento e umidade do solo. Geralmente, espera-se que, em média, a precipitação global aumente, com algumas áreas recebendo aumentos e algumas diminuições.
Os modelos climáticos mostram que, enquanto algumas regiões devem esperar um aumento na precipitação, como nos trópicos e em latitudes mais altas, outras áreas devem sofrer uma diminuição, como nos subtrópicos. Isso acabará por causar uma variação latitudinal na distribuição da água. Também é esperado que as áreas que recebem mais precipitação recebam esse aumento durante o inverno e se tornem realmente mais secas durante o verão,  criando ainda mais uma variação da distribuição da precipitação. Naturalmente, a distribuição da precipitação em todo o planeta é muito desigual, causando variações constantes na disponibilidade de água nos respectivos locais.
As mudanças na precipitação afetam o momento e a magnitude das inundações e secas, os processos de escoamento por turnos e alteram as taxas de recarga das águas subterrâneas . Os padrões de vegetação e as taxas de crescimento serão diretamente afetados pelas mudanças na quantidade e distribuição da precipitação, que por sua vez afetarão a agricultura e os ecossistemas naturais. A diminuição da precipitação privará áreas de água, causando a queda dos lençóis freáticos e os reservatórios de áreas úmidas, rios e lagos a esvaziar. Além disso, um possível aumento na evaporação e evapotranspiração resultará, dependendo do aumento acompanhado da temperatura. As reservas de água subterrânea serão esgotadas e a água restante terá uma chance maior de ser de baixa qualidade devido à solução salina ou contaminantes na superfície da terra.

### Crescimento populacional

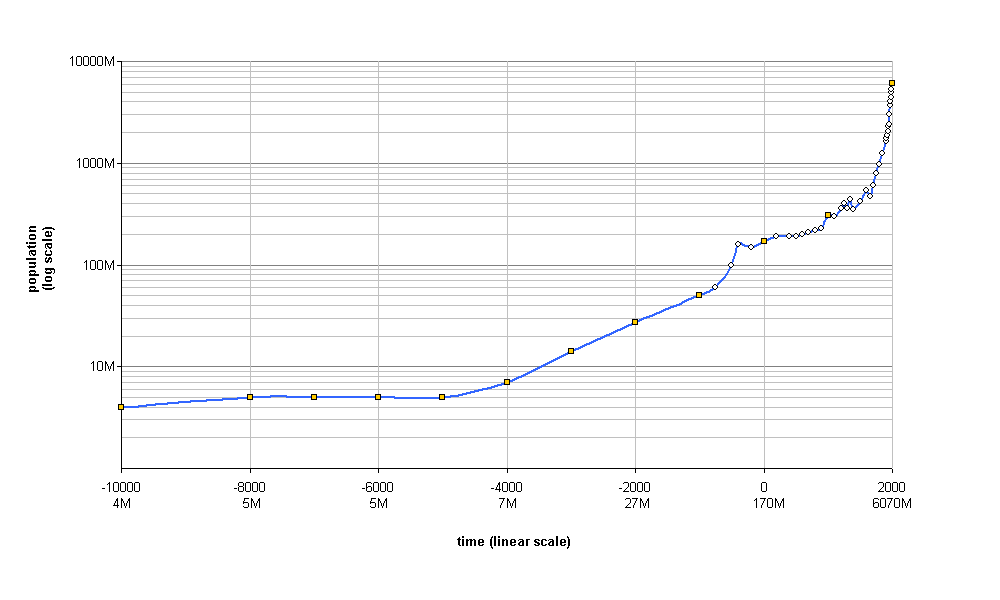
Crescimento populacional mundial em escala linear

A população humana na Terra está se expandindo exponencialmente, o que caminha de mãos dadas com a degradação do meio ambiente em larga escala. O apetite da humanidade por necessidades está desarranjando o equilíbrio natural do ambiente. As indústrias de produção estão exalando fumaça e descarregando produtos químicos que poluem os recursos hídricos. A fumaça emitida na atmosfera contém gases prejudiciais, como monóxido de carbono e dióxido de enxofre. Os altos níveis de poluição na atmosfera formam camadas que eventualmente são absorvidas pela atmosfera. Compostos orgânicos, como clorofluorocarbonetos (CFCs), geraram uma abertura indesejada na camada de ozônio, que emite níveis mais altos de radiação ultravioleta, colocando o mundo em grande ameaça.
A água doce disponível afetada pelo clima também está sendo esticada por uma população global cada vez maior. Estima-se que quase um quarto da população global esteja vivendo em uma área que esteja usando mais de 20% de seu suprimento de água renovável; o uso da água aumentará com a população, enquanto o suprimento de água também está sendo agravado pelas reduções no fluxo das águas e nas águas subterrâneas causadas pelas mudanças climáticas. Embora algumas áreas possam observar um aumento no suprimento de água doce a partir de uma distribuição desigual do aumento da precipitação, é esperado um aumento no uso do suprimento de água.
Um aumento da população significa um aumento nas retiradas do abastecimento de água para uso doméstico, agrícola e industrial, sendo o maior deles a agricultura, acredita-se ser o principal fator não climático da mudança ambiental e da deterioração da água. Os próximos 50 anos provavelmente serão o último período de rápida expansão agrícola, mas a população maior e mais rica nesse período exigirá mais agricultura.
O aumento da população nas últimas duas décadas, pelo menos nos Estados Unidos, também foi acompanhado por uma mudança para áreas urbanas das áreas rurais, que concentra a demanda por água em certas áreas e enfatiza a abastecimento de água potável a partir de contaminantes industriais e humanos. A urbanização causa superlotação e condições de vida cada vez mais insalubres, especialmente nos países em desenvolvimento, que por sua vez expõem um número cada vez maior de pessoas a doenças. Aproximadamente 79% da população mundial está em países em desenvolvimento, que não têm acesso a sistemas sanitários de água e esgoto, causando doenças e mortes por água contaminada e um aumento no número de insetos transmissores de doenças.

### Agricultura

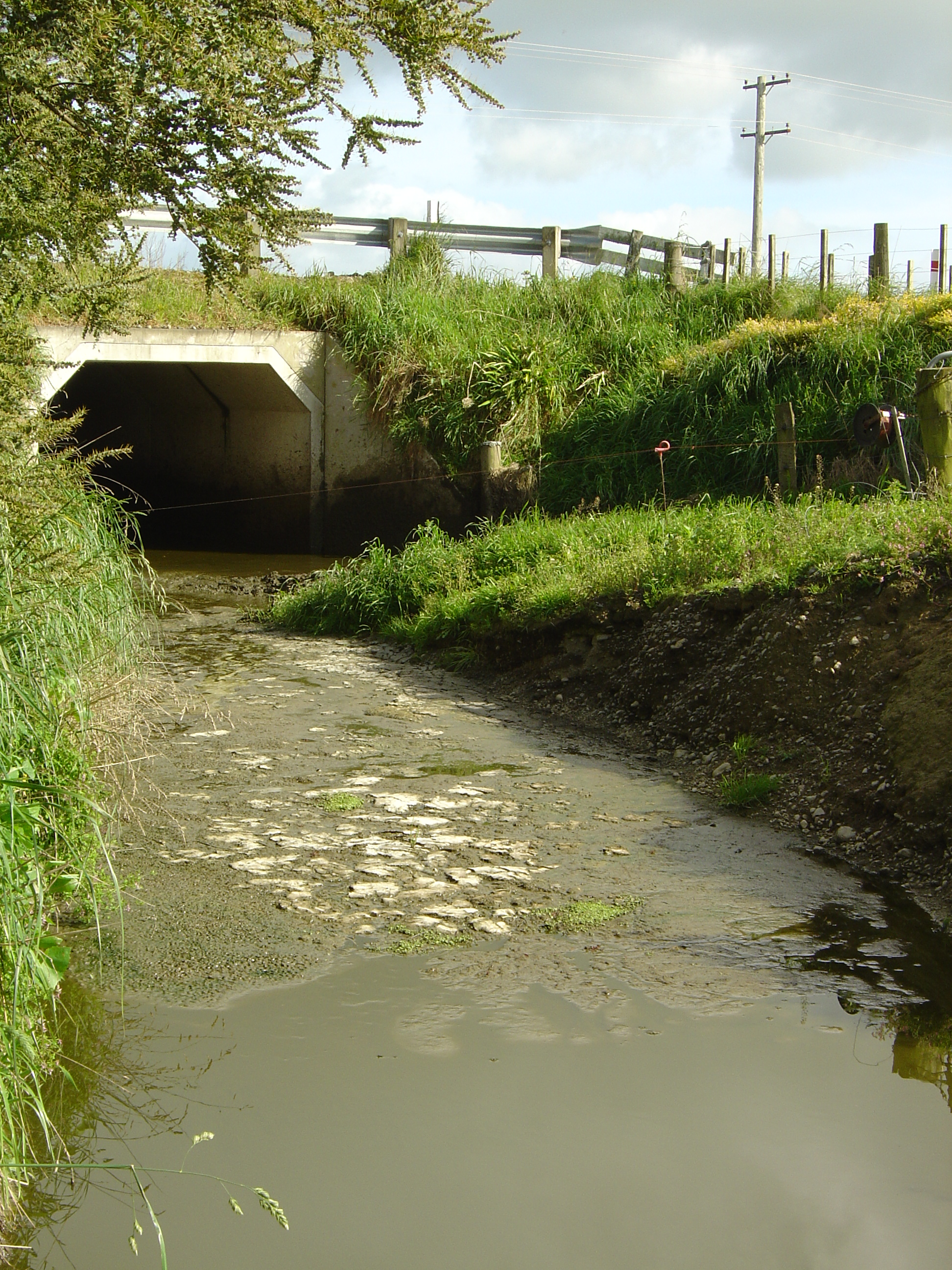
Poluição da água devido ao cultivo de laticínios em Wairarapa na Nova Zelândia

A agricultura depende da umidade disponível no solo, que é diretamente afetada pela dinâmica climática, com precipitação sendo a entrada neste sistema e vários processos sendo a saída, como evapotranspiração, escoamento superficial, drenagem e percolação nas águas subterrâneas. As mudanças no clima, especialmente as mudanças na precipitação e evapotranspiração previstas pelos modelos climáticos, afetarão diretamente a umidade do solo, o escoamento superficial e a recarga das águas subterrâneas .
Em áreas com precipitação decrescente, conforme previsto pelos modelos climáticos, a umidade do solo pode ser substancialmente reduzida. Com isso em mente, a agricultura na maioria das áreas já precisa de irrigação, o que esgota o suprimento de água doce, tanto pelo uso físico da água quanto pela degradação que a agricultura causa à água. A irrigação aumenta o teor de sal e nutrientes em áreas que normalmente não seriam afetadas e danifica córregos e rios devido ao represamento e remoção de água. O fertilizante entra nos fluxos de resíduos humanos e animais que eventualmente entram nas águas subterrâneas, enquanto o nitrogênio, o fósforo e outros produtos químicos do fertilizante podem acidificar os solos e a água. Certas demandas agrícolas podem aumentar mais do que outras com uma população global cada vez mais rica, e a carne é uma mercadoria que deve dobrar a demanda global de alimentos até 2050 que afeta diretamente o suprimento global de água doce. As vacas precisam de água para beber, mais se a temperatura estiver alta e a umidade estiver baixa, e mais se o sistema de produção em que a vaca se encontra for extenso, pois encontrar comida exige mais esforço. É necessária água no processamento da carne e também na produção de ração para o gado. O estrume pode contaminar corpos de água doce, e os matadouros, dependendo de quão bem são gerenciados, contribuem com resíduos como sangue, gordura, cabelo e outros conteúdos corporais para o suprimento de água fresca.
A transferência de água do uso agrícola para o urbano e suburbano suscita preocupações sobre sustentabilidade agrícola, declínio socioeconômico rural, segurança alimentar, aumento da propagação de carbono proveniente de alimentos importados e diminuição da balança comercial. O esgotamento da água doce, aplicado a áreas mais específicas e populosas, aumenta a escassez de água doce entre a população e também torna as populações suscetíveis a conflitos econômicos, sociais e políticos de várias maneiras; o aumento do nível do mar força a migração das áreas costeiras para outras áreas mais para o interior, aproximando as populações, rompendo fronteiras e outros padrões geográficos, e os superávits e déficits agrícolas da disponibilidade de água induzem problemas comerciais e economias de certas áreas. A mudança climática é uma causa importante de migração involuntária e deslocamento forçado De acordo com a Organização das Nações Unidas para Agricultura e Alimentação, as emissões globais de gases de efeito estufa provenientes da agricultura animal excedem as do transporte.

### Gerência de água

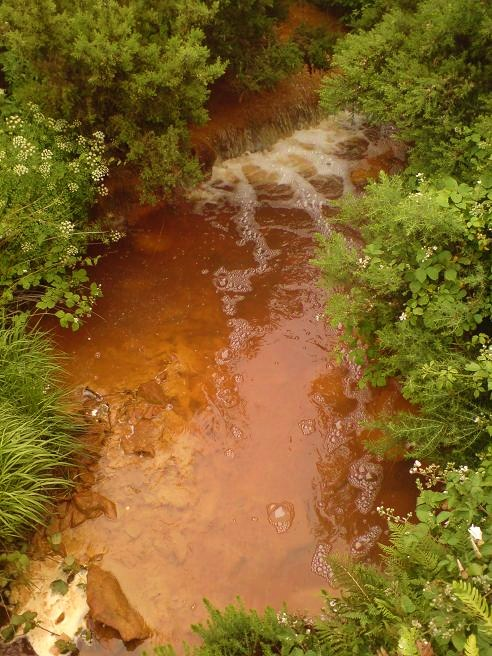
Um córrego na cidade de Amlwch, Anglesey, que está contaminado pela drenagem ácida de minas da antiga mina de cobre na vizinha Parys Mountain

A questão do esgotamento da água doce pode ser resolvida com o aumento dos esforços no gerenciamento da água. Embora os sistemas de gerenciamento de água sejam frequentemente flexíveis, a adaptação a novas condições hidrológicas pode ser muito onerosa. Abordagens preventivas são necessárias para evitar altos custos de ineficiência e a necessidade de reabilitação do suprimento de água  e inovações para diminuir a demanda geral podem ser importantes no planejamento da sustentabilidade da água.
Os sistemas de abastecimento de água, como existem agora, foram baseados nas premissas do clima atual e construídos para acomodar os fluxos dos rios e as frequências de inundação existentes. Os reservatórios são operados com base em registros hidrológicos passados e sistemas de irrigação em temperatura histórica, disponibilidade de água e necessidades de água da lavoura; estes podem não ser um guia confiável para o futuro. Reexaminar projetos de engenharia, operações, otimizações e planejamento, bem como reavaliar abordagens legais, técnicas e econômicas para gerenciar recursos hídricos são muito importantes para o futuro do gerenciamento de água em resposta à degradação da água. Outra abordagem é a privatização da água ; apesar de seus efeitos econômicos e culturais, a qualidade do serviço e a qualidade geral da água podem ser mais facilmente controladas e distribuídas. A racionalidade e a sustentabilidade são apropriadas e exigem limites à superexploração e poluição e aos esforços em conservação.